# 톰 로즌솔 (배우)
톰 로즌솔(영어: Tom Rosenthal, 1988년 1월 14일 ~ )은 잉글랜드의 희극인이자 배우이다.